# Nigerese presidentsverkiezingen 2004
De Nigerese presidentsverkiezingen in 2004 werd op 16 november 2004 en op 4 december 2004 gehouden. De verkiezingen werden gewonnen door de zittende president Mamadou Tandja. Hij versloeg in de tweede ronde Mahamadou Issoufou. Het was de eerste keer in de geschiedenis van Niger dat een zittende president op democratische wijze werd herkozen. Bij beide ronden was de opkomst ongeveer 48 procent.

## Uitslag
| Kandidaat-partij                                                               | 1e ronde  | 1e ronde   | 2e ronde  | 2e ronde   |
| Kandidaat-partij                                                               | Stemmen   | Percentage | Stemmen   | Percentage |
| ------------------------------------------------------------------------------ | --------- | ---------- | --------- | ---------- |
| Mamadou Tandja – Nationale Beweging voor de Ontwikkeling van de Maatschappij   | 991.764   | 40.67      | 1.509.905 | 65.53      |
| Mahamadou Issoufou – Nigerese Partij voor Democratie en Socialisme             | 599.792   | 24.60      | 794.357   | 34.47      |
| Mahamane Ousmane - Democratische en Sociale Conventie                          | 425.052   | 17.43      |           |            |
| Amadou Cheiffou - Sociaal-Democratische Conventie                              | 154.732   | 6.35       |           |            |
| Moumouni Adamou Djermakoye - Nigerese Alliantie voor Democratie en Vooruitgang | 147.957   | 6.07       |           |            |
| Hamid Algabid - Manifestatie voor Democratie en Vooruitgang                    | 119.153   | 4.89       |           |            |
| Totaal                                                                         | 2.438.450 | 100.0      | 2.304.262 | 100.0      |

1965 · 1970 · 1989 · 1993 · 1996 · 1999 · 2004 · 2011 · 2016